# Zbigniew Brzezinski
Zbigniew Brzezinski (Varsavia, 28 marzo 1928 – Falls Church, 26 maggio 2017) è stato un politico e politologo polacco naturalizzato statunitense, consigliere per la sicurezza nazionale durante la presidenza di Jimmy Carter, dal 1977 al 1981.

## Biografia
Immigrato dalla Polonia negli USA dopo la seconda guerra mondiale, ottenne la cittadinanza statunitense nel 1958. Nel 1961 sposò la scultrice Emile Benes, con cui ebbe tre figli (tra cui la giornalista Mika). Si è distinto nel mondo accademico per le sue analisi politiche e la sua conoscenza dell'Europa e dell'URSS. Infatti, è considerato uno dei maggiori esperti di politica internazionale, con particolare riferimento ai rapporti con l'Unione Sovietica. È stato consigliere per la sicurezza nazionale durante il mandato presidenziale di Jimmy Carter (dal 1977 al 1981).
Le maggiori emergenze in tema di politica estera durante il suo mandato e nella veste di consulente strategico della Casa Bianca hanno riguardato la normalizzazione delle relazioni con la Repubblica Popolare Cinese (e la rottura dei legami con la Repubblica di Cina); la firma trattato per la limitazione degli armamenti strategici (SALT II); la mediazione per il raggiungimento degli accordi di Camp David; il passaggio dell'Iran dalla condizione di stato cliente degli USA ad attore anti-occidentale come Repubblica islamica; il sostegno ai dissidenti in Europa orientale e l'importanza data al tema della difesa dei diritti umani al fine di minare l'influenza dell'Unione Sovietica, il finanziamento dei mujahideen in Afghanistan in risposta al sostegno militare dell'Armata Rossa al governo della Repubblica Democratica dell'Afghanistan e, infine, l'armamento diretto di questi mujahideen  Jihadisti per contrastare l'intervento armato sovietico richiesto dalla Repubblica Democratica dell'Afghanistan alleata dell'Unione Sovietica; "Invasione" secondo l'operazione Cyclone della CIA la firma dei trattati Torrijos-Carter per la cessione del controllo da parte degli Stati Uniti del canale di Panama dopo il 1999.
È stato membro effettivo della Commissione Trilaterale. È stato professore di politica estera alla School of Advanced International Studies della Università Johns Hopkins di Washington. Tra le principali iniziative da lui intraprese, si ricorda il finanziamento dei mujahiddin in Pakistan e Afghanistan durante la guerra fredda, e precisamente nel 1979. I maggiori sostenitori di tali combattenti furono la CIA, l'ISI (servizi segreti pakistani) e il MI6 (servizi segreti inglesi). Tale provvedimento aveva lo scopo dichiarato di liberare l'Afghanistan dai sovietici che lo avevano invaso, evitando che la minaccia sovietica si espandesse in Asia centrale. Tuttavia le truppe sovietiche entrarono in Afghanistan la vigilia di Natale del 1979, e cioè solo dopo l'inizio degli aiuti occidentali ai ribelli islamisti.
Nel 1981 il Presidente Carter lo insignì della medaglia presidenziale della libertà. Nel 1985, sotto l'amministrazione Reagan, Brzezinski è stato membro della commissione presidenziale per la guerra chimica. Dal 1987 al 1988 ha lavorato nella Commissione del Consiglio di sicurezza nazionale e del Dipartimento della difesa sulla strategia integrata a lungo termine. Dal 1987 al 1989 fece parte del comitato consultivo dell'intelligence estera del presidente. Nel 1990, Brzezinski ammonì gli Stati Uniti a non lasciarsi travolgere dall'euforia post Guerra Fredda; si oppose pubblicamente alla Guerra del Golfo, sostenendo che gli USA avrebbero sperperato il credito internazionale che avevano accumulato sconfiggendo l'Unione Sovietica e che ciò avrebbe potuto scatenare un ampio risentimento in tutto il mondo arabo.
Fu molto critico nei confronti della decisione del presidente Bill Clinton di intervenire nella Guerra in Bosnia ed Erzegovina contro le truppe serbe. Modificò la sua inclinazione verso la neutralità e il non intervento a seguito dell'ascesa al potere di Vladimir Putin in Russia: da quel momento divenne un fautore dell'espansione della NATO, che a suo dire doveva coinvolgere anche l'Ucraina («Senza l'Ucraina, la Russia cessa di essere un impero eurasiatico», fu la sua argomentazione). Nel 1999 appoggiò il bombardamento della Jugoslavia effettuato dall'Alleanza Atlantica durante la guerra del Kosovo. Si dichiarò contrario all'invasione dell'Iraq nel 2003 e definì la politica estera di George W. Bush "catastrofica".
Nell'agosto del 2007 fece il suo endorsement al candidato presidenziale dei democratici Barack Obama, che nel marzo 2008 lo ha pubblicamente ringraziato per il suo contributo e i servigi forniti agli Stati Uniti d'America. Nel dibattito suscitato dal saggio La Israel lobby e la politica estera americana, sostenne le ragioni del suo autore John Mearsheimer e venne per questo criticato dal alcuni ebrei democratici. Nel 2011 appoggiò apertamente l'l'intervento della NATO in Libia contro Gheddafi e nel 2014, dopo il referendum che sancì l'annessione della Crimea alla Russia, affermò che l'azione russa "meritava una risposta" e paragonò Putin a Hitler e Mussolini.

## Pensiero
Nel 1956 scrive con Carl J. Friedrich Totalitarian Dictatorship and Autocracy in cui si introducono 6 misure per distinguere il totalitarismo:
1. un partito unico di massa guidato da un capo;
2. un'ideologia cui consacrarsi ciecamente;
3. il monopolio della forza bruta, degli strumenti di polizia e della lotta armata;
4. il controllo centralizzato dell'economia;
5. la penetrazione dello Stato-partito in ogni settore della società e in ogni dimensione della vita quotidiana;
6. il monopolio da parte del partito dei mezzi di comunicazione di massa di propaganda.

Gli elementi (5) e (6) costituiscono la novità del totalitarismo: non si propone tradizionalmente di controllare solo la politica, ma in aggiunta di trasformare anche le coscienze individuali.

## Famiglia
Il padre era stato console generale polacco in Canada Tadeusz Brzeziński; dal fratello Lech Brzeziński, ingegnere vissuto a Montreal, è nato lo scrittore Matthew Brzezinski.
Dal matrimonio con la scultrice Emilie Benes, Zbigniew Brzezinski ha avuto tre figli, una dei quali è la giornalista della MSNBC Mika Brzezinski; Mark Brzezinski, invece, è un diplomatico americano ed è stato ambasciatore degli Stati Uniti in Svezia dal 2011 al 2015, mentre il terzo figlio è l'esperto militare Ian Brzezinski.